# لايف هاكر
لايف هاكر (بالإنجليزية: Lifehacker)‏ هو عبارة عن مدونة إلكترونية حول البرامج تم إطلاقها في 31 يناير 2005. تغطي منشورات المدونة مجموعة واسعة من الموضوعات بما في ذلك: برامج مايكروسوفت ويندوز وماكنتوش ولينكس وآي أو إس وأندرويد. يُعرف موقع الويب بجدول إصداره سريع الخطى منذ بدايته، حيث يتم نشر المحتوى كل نصف ساعة طوال اليوم.